# عزيز عيد
عزيز عيد مواليد (1884 - 1942) في كفر الشيخ، هو ممثل ومدير فرقة مسرحية ومخرج وممثل ومؤلف مسرحي مسرحي وممثل مصري من رواد فن المسرح المصري، كون مع فاطمة رشدي ثنائياً فنياً أفرز الكثير من المسرحيات التي تعتبر كلاسيكيات المسرح المصري القديم. لبناني بدأ مسيرته الفنية عام 1905.

## الحياة الشخصية
تنحدر اصوله إلى لبنان هاجرت أسرته إلى مصر واختارت كفر الشيخ موطنا لها، اشتغل والده بالزراعة والتجارة، درس عزيز في المدارس الفرنسية حتى أجاد اللغة واستكمل دراسته الثانوية العامة بعد ذلك أرسله والده إلى لبنان حيث أكمل دراسته الجامعية هناك .

## المسيرة الفنية
كون مع فاطمة رشدي ثنائياً فنياً وقدما العديد من المسرحيات الفنية التي تعتبر كلاسيكيات المسرح حاول عزيز عيد تقديم فكرة جديدة ورؤية عميقة للمسرح وقد أطلق عليه رائد المسرح العربي وقد درس عزيز عيد المسرح نظريا عن طريق قراءة أمهات الكتب المسرحية باللغة الفرنسية ثم بدأ تجريبيا عندما أخذ يشترك بالتمثيل في بعض المسرحيات التي كانت تقدمها كبرى الفرق المسرحية الفرنسية على دار الأوبرا الملكية ثم تعرف على جميع أسرار التمثيل وخباياه من كبار فناني فرنسا في نهاية القرن إلى 19 وبداية القرن العشرين، وقد اشترك مع الممثل القدير يوسف وهبى في افتتاح مسرح رمسيس وقد توفى عزيز في سنة 1942.

## الأعمال
- 1905: الرئيسة
- خلّي بالك من روميلي
- يا ست ما تمشيش كده عريانة
- 1933: الزواج
- 1939: نوادر عبد الهادي أفندي (فيلم) (الدور: عبد الهادي أفندي)